# Friedrich Sämisch
Friedrich (Fritz) Sämisch, scritto anche Saemisch (Charlottenburg, 20 settembre 1896 – Berlino, 16 agosto 1975), è stato uno scacchista tedesco.

## Biografia
Pur essendo stato un forte giocatore, vincitore di numerosi tornei, Friedrich Sämisch è noto soprattutto per aver dato il suo nome a due importanti varianti di apertura:
- alla difesa est-indiana: 1. d4 Cf6 2. c4 g6 3. Cc3 Ag7 4. e4 d6 5. f3
- alla difesa nimzo-indiana: 1. d4 Cf6 2. c4 e6 3. Cc3 Ab4. 4. a3

Nel 1950 fu uno dei 27 giocatori che la FIDE nominò grande maestro quando il titolo venne ufficialmente creato.
Nel torneo di Carlsbad del 1929 non ottenne una buona posizione in classifica, ma vinse il premio di bellezza per la partita contro Ernst Grünfeld. Nello stesso torneo vinse anche con José Raúl Capablanca. Il grande cubano fece una svista in apertura e perse un pezzo, ma anziché abbandonare, come avviene in questo caso nelle partite di alto livello, tentò di resistere. Lo svantaggio si dimostrò troppo grande anche per un giocatore della sua classe. Questa sconfitta costò a Capablanca il primo posto nel torneo (si classificò pari secondo a mezzo punto da Aaron Nimzowitsch).

## Tornei e competizioni individuali
| Torneo                 | Città       | Posizione         | Classifica                                                      |
| 1920                   | 1920        | 1920              | 1920                                                            |
| ---------------------- | ----------- | ----------------- | --------------------------------------------------------------- |
|                        | Berlino     | secondo           |                                                                 |
| 1921                   |             |                   |                                                                 |
|                        | Vienna      | primo             | 1º posto Sämisch, davanti a Euwe, Breyer, Grünfeld e Tartakover |
|                        | Amburgo     | secondo           |                                                                 |
| 1922                   |             |                   |                                                                 |
| Match con Richard Réti | Vienna      | (+4 –1 =3)        | vinto                                                           |
| 1925                   |             |                   |                                                                 |
|                        | Baden-Baden | terzo             | 1º posto Alechin                                                |
| 1926                   |             |                   |                                                                 |
|                        | Spa         | primo             | 1º posto Sämisch                                                |
| 1928                   |             |                   |                                                                 |
|                        | Dortmund    | primo             | 1º posto Sämisch                                                |
|                        | Brünn       | primo pari merito | 1º posto Sämisch insieme a Réti                                 |
| 1930                   |             |                   |                                                                 |
|                        | Swinemünde  | primo             | 1º posto Sämisch                                                |

Alcune partite notevoli:
- Sämisch - Franz Herzog, Germania 1924 – difesa Francese  (l'Immortale di Sämisch)
- Sämisch - Richard Réti, Vienna 1922 – difesa Olandese A80
- Sämisch - Rudolf Spielmann, Baden-Baden 1925 – difesa Siciliana
- Lajos Steiner - Sämisch, Dresda 1926 – partita Spagnola
- Kurt Richter - Sämisch, Café Koenig 1928 – difesa Philidor
- Sämisch - Ernst Grünfeld, Carlsbad 1929 – Nimzoindiana var. Sämisch  (premio di bellezza)
- Sämisch - José Raúl Capablanca, Carlsbad 1929 – Nimzoindiana var. Sämisch